# Ana Jorge
Ana Maria Teodoro Jorge, conocida como Ana Jorge (Lourinhã, 23 de septiembre de 1949) es una pediatra y política portuguesa, miembro del Partido Socialista portugués que fue Ministra de Sanidad de la República Portuguesa.

## Biografía
En 1983 se licenció en medicina por la Facultad de Medicina de la Universidad de Lisboa, especializándose al año siguiente en pediatría. Entre 1977 y 1983 trabajó en el Centro de Salud de Caneças, y en 1984 se convirtió en enfermera pediátrica en el Hospital de Dona Estefânia, en el centro de Lisboa, donde permaneció siete años. Además, entre 1985 y 1992, también fue asistente en la Escuela Nacional de Salud Pública de la Universidad Nueva de Lisboa, especializándose en salud materno-infantil, escolar y de la adolescencia. En octubre de 1991, se trasladó al Hospital García de Orta, donde fue directora del departamento de pediatría en 1996, y de nuevo desde junio de 2001 hasta enero de 2008.
En marzo de 1996, se convirtió en coordinadora de la subregión sanitaria de Lisboa y, desde enero de 1997 hasta diciembre de 2000, asumió la presidencia de la Agencia Regional de Salud (ARS) de Lisboa y del Valle del Tajo. Entre 1987 y 1994 fue miembro de la dirección nacional de la Liga Portuguesa de Lucha contra la Epilepsia, y en 1993 se incorporó también a la dirección del Grupo de Pediatría de la Orden de los Médicos, que actúa como órgano regulador y de autorización de la profesión médica, donde permaneció durante cinco años. Además, fue presidenta del Comité Nacional de Hospitales Amigos del Niño de Unicef, desde 2012.

## Ámbito político
Fue diputada en la Asamblea de la República de Portugal por Coímbra. El 31 de enero de 2008, Ana Jorge fue nombrada ministra de Salud en el primer gobierno de José Sócrates, líder del Partido Socialista portugués, sustituyendo a António Correia de Campos. Este nombramiento causó cierta sorpresa porque, además de ser independiente, Jorge había apoyado al socialista Manuel Alegre en las elecciones presidenciales de 2006 frente a Mário Soares, candidato oficial del Partido Socialista. En las siguientes elecciones nacionales, celebradas en septiembre de 2009, Jorge ocupó el primer puesto en la lista de candidatos del Partido Socialista por el distrito de Coímbra y se aseguró un escaño en la Asamblea de la República. Con la continuidad de Sócrates como Primer Ministro, conservó su cargo de ministra de Sanidad hasta las elecciones de 2011, tras las cuales fue sustituida por Paulo Macedo. Jorge también fue Presidenta de la Asamblea Municipal de Lourinhã de 2005 a 2013.

## Reconocimientos
En 1994 recibió el Trofeo Padres e Hijos otorgado por la revista País e Filhos. En 2018, recibió la Medalla al Mérito de la Orden de Médicos y un año después la Medalla de Oro al Servicio Distinguido del Ministerio de Sanidad.